# Општина Дол при Љубљани
Општина Дол при Љубљани (словен. Dol pri Ljubljani) је једна од општина Средњесловенске регије у држави Словенији. Седиште општине је истоимени градић Дол при Љубљани.

## Природне одлике
Рељеф: Општина Дол при Љубљани налази се у средишњем делу државе, источно од Љубљане. Општина обухвата долину реке Саве низводно од Средњословеначке котлине. На северу се налази омања планина Муровица.
Клима: У општини влада умерено континентална клима.
Воде: Најважнији водоток у општини је река Сава, која чини јужну границу општине. Остали водотоци су мали и притоке су Саве.

## Становништво
Општина Дол при Љубљани је густо насељена.

## Насеља општине
| - Беричево - Бриње - Видем - Виње - Врх при Долскем - Дол при Љубљани - Долско | - Заборшт при Долу - Загорица при Долскем - Зајелше - Камница - Клече при Долу - Клопце - Крижевска Вас | - Лазе при Долскем - Осредке - Петелиње - Подгора при Долскем - Сеножети |  |